# Історія Мавританії
Корінними жителями Мавританії були бафурські племена, імовірно представники етнічної групи манде, пов'язаної із сучасними арабізованими меншинами групи імраген (Imraguen — «рибалки») на Атлантичному узбережжі.

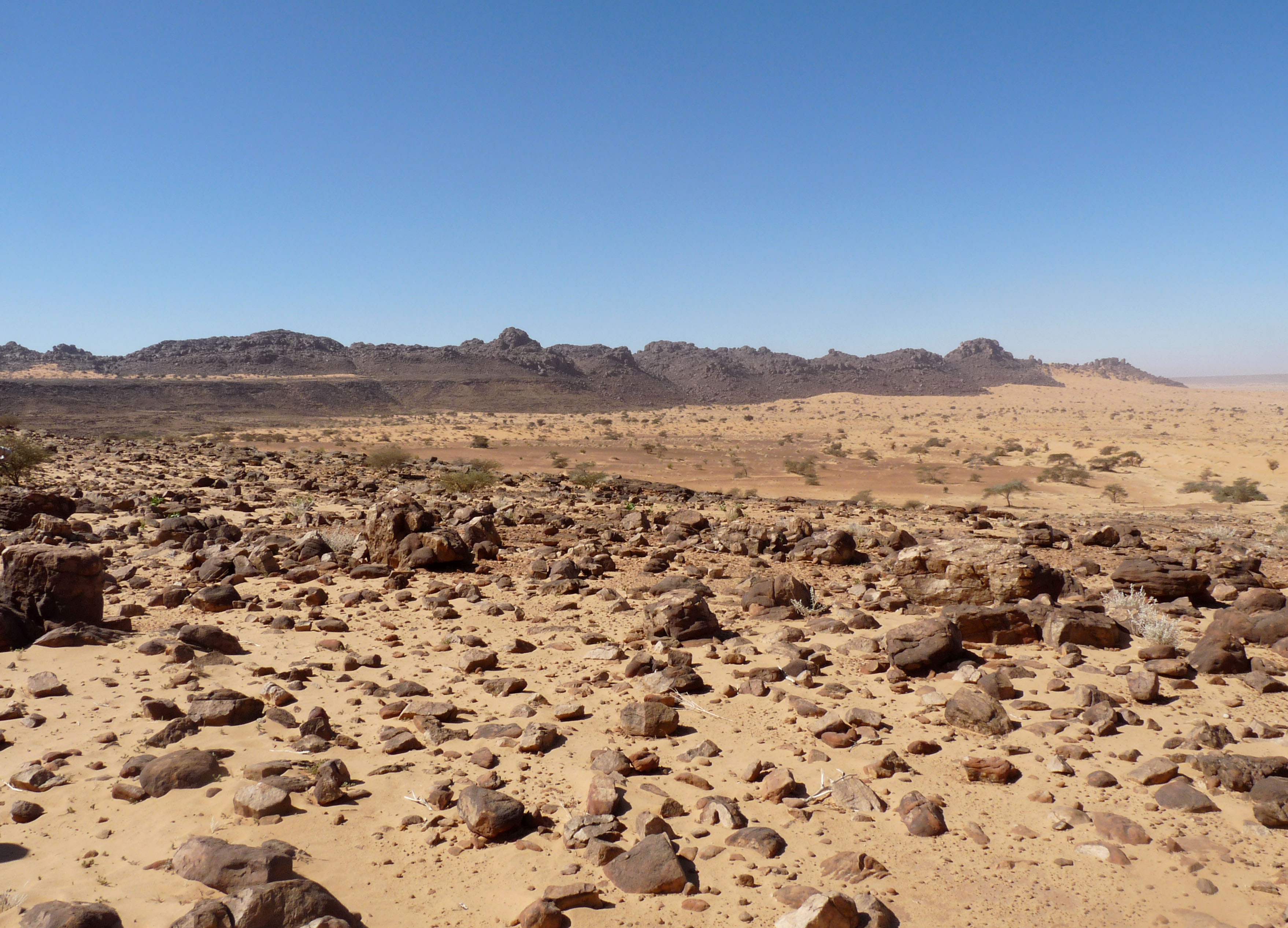
Краєвид плато Адрар

Територія Мавританії була в стародавню епоху окраїною Лівії. Берберська імміграція відбувалася приблизно з ІІІ століття. Мавританія бере свою назву від давнього Берберського царства і пізнішої Римської провінції Мавританія, а отже, і від людей племені маурі. Хоча відповідні території не зовсім збігаються. Історична Мавританія була розташована значно північніше сучасної Мавританії.
Мусульманські завоювання Магрибу 7-8 століть не сягали так далеко на південь, і іслам проникав в Мавританію поступово, приблизно з 11-го століття, у контексті більш широкої ісламізації Судану і середньовічної арабської работоргівлі.
Європейські колоніальні держави в 19 столітті були мало зацікавлені Мавританією. Французи були в основному зацікавлені в цій території з стратегічних причин.  Вони трактували її як володіння, що зв'язувало їх території Північній і Західній Африці. Мавританія стала частиною Французької Західної Африки в 1904 році, але колоніальний контроль в основному поширювався на узбережжя і на південь від торговельних шляхів, тому ці території були лише номінально в межах Французької Західної Африки, а європейський контроль, над ними не був встановлений навіть до кінця 1955 року.
У 1960 році Республіка Мавританія стала незалежною від Франції. Конфлікт за колишню іспанську територію Західної Сахари в 1976 році призвів до  анексії її південної частини Мавританією, а північну частину окупувало Марокко в 1979 році. Багаторічний диктатор Маауя ульд Сіді Ахмед Тайя був повалений військовими Мавританії, які організували військову раду за справедливість і демократію в ході державного перевороту в 2005 році. Нова Конституція була прийнята в 2006 році. Нерішучі дії влади на виборах у 2007 році призвели до чергового перевороту у 2008 році. Лідер перевороту в 2005 році, Мохаммед ульд Абдель Азіз, був обраний президентом в 2009 році.

## Доісторичний період
На території сучасної Мавританії людина з'явилася в давнину, в епоху нижнього палеоліту. Численні сліди її перебування виявлені у північній частині країни — в пісках Адрару і Тіріс-Земмуру. Про давнє заселення цього краю говорять знайдені археологами різноманітні знаряддя з каменю — від грубих рубил до наконечників стріл до шліфованих сокир, а також наскельні малюнки всіх епох.
В період неоліту — бл. 8 тис. років тому, коли Сахара перетворилась в саванну, її заселили люди, що займались скотарством, а місцями освоїли і землеробство. Ці племена належали в основному до негроїдної раси. Коли ж в західній Сахарі знову відбулось погіршення кліматичних умов і кочове населення перемістилося на південь на забезпечені водою землі, ті племена, які перейшли до осілого способу життя, стали розвивати культуру оазного землеробства на території між Дахр-Тішітом і Дахр-Валатою (по берегах висохлого озера Аукар). Частина стародавнього населення поселилася також на плато Адрар і Тагант, збудувавши там укріплені села (до нашого 
часу збереглися руїни 127 таких сіл-фортець), у кожній з яких налічувалось від 2,5 до 3 тис. мешканців. Судячи за археологічними даними, це були представники негроїдів, що називались у більш пізніх арабських джерелах бафурами. Існує гіпотеза, що вони були предками сучасних сонінке.

## Рання історія
Сахара радше пов'язувала, а ніж розділяла народи, які населяли її, і служила плацдармом для міграцій та завоювань. Мавританія, лежачи біля атлантичного узбережжя на західному краю пустелі, прийняла у своє суспільство багато хвиль мігрантів і завойовників.
Сьогоднішня Мавританія була сухою саванною під час класичної давньої епохи, де незалежні племена, фарусі і перосі (біля річки Нігер), вели напівкочове життя, стоячи перед викликом все більшого опустелювання.
Римляни бували в цьому районі Африки і, мабуть, досягли під керівництвом Светонія Пауліна району Адрара. Існують докази (монети, фібули) римської торгівлі в Акжужті та Тамкарткарті поблизу Тішіту.

Бербери рушили на південь у Мавританію на початку  3 століття, а потім араби в 8 столітті, поневолили та асимілювали корінних жителів Мавританії. З 8-го до 15-го століття, чорні королівства Західного Судану, такі як Гана, Малі і Сонгай, принесли свою політичну культуру з півдня.
Розкольницької тенденції різних груп в мавританському суспільстві завжди працювали проти розвитку єдності країни. Переговорний процес між Санхадською Конфедерацією і імперією  Альморавідів, було ослаблено міжусобною війною, та обидва державні утворення зазнали подальшого вторгнення Імперії Гани та Імперії Альмохадів, відповідно.

## Ісламізація
В процес Ісламізації Мавританії був поступовим і тривав понад 500 років. Почався він повільно, через контакти з берберськими і арабськими купцями, які контролювали найважливіші караванні шляхи і стрімко просувалися разом із альморавідськими завоюваннями. Ісламізація не була закінчена до приходу єменських арабів в 12-13 ст. і навіть ще кілька століть по їх приході. Поступова ісламізація супроводжувалася процесом арабізації, протягом якого влада берберських правителів Мавританії втратила силу і вони стали васалами своїх арабських завойовників.
З 15 по 19 століття зв'язки з європейцями обмежувалися торгівлею гуміарабіку. Суперництво між європейськими державами дозволило арабсько-берберському населенню, мауресу (маври), зберегти свою незалежність, а пізніше отримувати річні виплати з Франції, суверенітет якої над річкою Сенегал та мавританським узбережжям був визнаний Віденський конгресом в 1815 році. Хоча проникнення за межі узбережжя і річки Сенегал серйозно розпочалося під керівництвом Луї Файдхербе, губернатора Сенегалу в середині 19 ст, європейське завоювання або «умиротворення» всієї країни не розпочалося до 1900 року. Оскільки контакти з європейцями почалися так пізно в історії країни, традиційна соціальна структура була перенесена в сучасний час з невеликими змінами.

## Французька колонізація
У 1740—1934 роки в центральній частині Мавританії існував емірат Адрар. З 1903 року Мавританія протекторат Франції у складі колоній Західної Африки. До складу Французької Західної Африки входили Берег Слонової Кістки (Кот-д'Івуар), Верхня Вольта (Буркіна-Фасо), Дагомея (Бенін), Мавританія, Нігер, Сенегал, Французький Судан (Малі).  У 1920 році Мавританія оголошена колонією Франції. 18 серпня 1932 року на заході Мавританії в еміраті Трарза вибухнуло повстання проти французького колоніального уряду, яке фактично завдало значної шкоди французьким військам. Повстання вдалося приборкати лише завдяки авіації на наступний день. 
Французька адміністрація користувалася підтримкою з боку духовних лідерів країни - марабутов, шейхів. Спроби правителів Мавританії звільнитися від влади Франції не викликали підтримки у населення країни і привели в 1932-1934 до ліквідації еміратів Адрар і  Бракни.
З 1946 Мавританія стала «заморською територією» Франції, проведені перші вибори, скликана Територіальна асамблея. Після Другої світової війни 1939-45 в Мавританії почали з'являтися національні політичні сили. У 1946 створена партія згоди, яка виступала за об'єднання з Марокко, в 1947 — партія Мавританський прогресивний союз (МПС) на чолі з Дадда, дотримувалася профранцузької політики. У зв'язку з набуттям Марокко незалежності в 1956 посилився антиколоніальний рух в Мавританії, відбувалися заворушення. Французька влада заснували в Мавританії Урядову раду, що обиралася Територіальною асамблеєю. Введено загальне виборче право. На виборах в 1956 перемогу здобула партія МПС. У 1957 уряд Мавританії очолив Дадда, столицею країни став Нуакшот. За підтримки Франції Дадда намагався вирішити етнічні протиріччя в країні і досягнути національної єдності. 28.9.1958 країна отримала статус автономної Ісламської Республіки Мавританія в рамках Французького співтовариства. 28 листопада 1960 року Мавританія оголосила незалежність..

## Незалежність, епоха Ульд Дадда, і Сахарська війна
З набуттям незалежності більшість етнічних африканців на півдні Сахари (племена гаальпуар, сонінке та волоф) перемістилися на північ від річки Сенегал. 
Перший президент Мавританії Моктар ульд Дадда, за допомогою французів, швидко перетворив Мавританію на авторитарну однопартійну державу і в 1964 році прийняв нову конституцію. Народна партія Мавританії (фр. Parti du Peuple Mauritanien (PPM)) стала на чолі держави. Дадда також переобрався на пост президента в 1966, 1971 та 1976 роках.
Щоб скористатися значними родовищами залізної руди в місті Зуєраті, новий уряд у 1963 році побудував 675-кілометрову залізницю та гірничий порт. Шахти в основному належали іноземним інвесторам, які мали в своїх штатах бл. 3000 іноземних працівників — їх заробітна плата складала дві третини всього обсягу заробітної плати в країні.
Ліві опозиційні сили протистояли уряду, а деякі шахтарі у 1973 році утворили таємний марксистський союз. У 1974 році Дадда націоналізував компанію та вийшовши із зони франка ввів національну валюту угію. Таким чином Дадда зумів впорався із викликом лівих противників.
У 1975 році мавританські військові захопили південну частину колишньої Іспанської Сахари і уряд Мавританії перейменував її в Тірис-ель-Гарбія і доєднав до Мавританії. Однак у 1976 році, через постійні набіги сахарських партизанів Фронту Полісаріо, економічна та політична стабільність Мавританії почала руйнуватися. Незважаючи на французьку та марокканську військову допомогу, Полісаріо в основному здійснював напади на залізничні дороги та шахти Зуерат. Етнічні заворушення спричиняли занепокоєння. Після обстрілу Полісаріо урядових кварталів у Нуакшоті Дадда змушений був посилити військову охорону столиці.
10 липня 1978 р. полковник Мустафа ульд Салек очолив безкровний державний переворот, який усунув президента від влади, якого було заслано до Францію. Влада перейшла Військовому Комітету Національного Відновлення (ВКНВ). Полісаріо оголосив про припинення вогню, і розпочав мирні переговори з новим урядом. Оскільки лідер військових не хотів розривати зв'язки Мавританії із Францією, країна відмовилася від вимог Полісаріо щодо відступу своїх військ. 
У 1979 році Полісаріо розірвав угоду про припинення вогню і розпочав нові напади на столицю. На цей раз уряд Мавританії змушений був прийняти умови Полісаріо, оголосивши про повний мир, відступ військ та відмовившись від своєї частини Західної Сахари. В цей час Марокко зайняло північну частину Західної Сахари обурившись на вихід із війни Мавританії. Мавританія розірвала відносини з Рабатом на знак протесту, хоча згодом зв'язки були відновлені.

## 1978 по 1991 рік
У 1979 році Полісаріо розірвав угоду про припинення вогню і розв'язав низку нових нападів на військові та державні цілі. Нового уряд Мавританії негайно повернувся за стіл переговорів з Полісаріо, оголосивши про повний мир, відступ військ, відмовившись від своєї частини Західної Сахари та визнавши Фронт єдиним представником сахарського народу. В цей час Марокко, зайнявши північну частину Західної Сахари, також втягнувшись у боротьбу з Полісаріо, відреагував з обуренням на вихід із війни Мавританії і підтримав переворот проти ВКНП у 1981 році, який однак був невдалим. Мавританія розірвала відносини з Рабатом на знак протесту, хоча згодом зв'язки були відновлені.
 [Архівовано 15 грудня 2018 у Wayback Machine.]
У внутрішній політиці Хайдалла прагнув поліпшити відносини між білими та чорними маврами, серед іншого, вперше в історії країни офіційно було визначено заборону рабства, але він не намагався і досягти радикального розриву з сектантською та дискримінаційною політикою попередніх режимів. Спроба відновити цивільне правління провалилася після того, як зазначена спроба державного перемир'я, яку спонсорувала марокканці, майже знищила режим. Країна кілька разів опинялася під загрозою військового вторгнення Марокко.
 [Архівовано 15 грудня 2018 у Wayback Machine.]
З амбіційною програмою політичних та соціальних реформ Гайдалли, яка була відкинута завдяки тривалій нестабільності, неефективності режиму та безліч спроб державних переворотів у військових установах, голова ВКНП перетворився на більш автократичного лідера, виключаючи інших чиновників з влади та викликаючи невдоволення, часто змінюючи владну ієрархію, щоб запобігти загрозам його позиціям.
12 грудня 1984, Маауйя ульд Сіді Ахмед Тайя усунув Хаудаллу з керівного посту і оголосив себе головою ВКНП. Як і інші правителі до нього, він обіцяв швидкий рух до демократії, але не зміг виконати обіцянок.
Різниця між суперечливими уявленнями про мавританське суспільство між темношкірими та арабами, знову піднялася на поверхню під час міжконфесійного насильства, що спалахнуло в квітні 1989 р. («Події 1989 року»), коли суперечка між Мавританією та Сенегалом про кордон переросла в насильство між громадами. Десятки тисяч темношкірих мавританців втекли або були вигнані з країни, і багато хто залишається в Сенегалі як біженці. Це також місце, де заснований чорний мавританський рух ФЛАМ (FLAM). Хоча напруженість з тих пір зменшилася, арабо-африканська расова напруга залишається важливою рисою політичного діалогу сьогодні. У країні продовжує спостерігатися етнічна напруженість між темношкірим населенням та пануючим населенням маурі (арабсько-берберська група). Однак значне число представників обох груп прагне до більш різноманітного, плюралістичного суспільства.

## 1991 до теперішнього часу
У 1991 році опозиційні партії були легалізовані та була прийнята нова конституція, яка припинила офіційне військове правління. Проте виборчі перемоги ульд Таї були оцінені як оманливі, як опозиційними, так і зовнішніми спостерігачами. У 1998 році Мавританія стала третьою арабською країною, яка визнала Ізраїль, незважаючи на сильну внутрішню опозицію.
У 2001 році вибори передбачали додаткові гарантії проти шахрайства з виборцями, проте опозиційний кандидат (і колишній лідер) Мохамед Хоуна ульд Хайдалла був заарештований за день до виборів за звинуваченням у плануванні перевороту, хоча був звільнений того ж дня, але повторно затриманий після виборів. Спроби військових переворотів і заворушень, провокованих ісламістськими опонентами режиму, затьмарили перші роки 21-го століття, а грубі акти правління режиму Таї  розкритикували правозахисні групи.
8 червня 2003 року відбулася невдала спроба перевороту проти президента Маоуї ульд Сід'Ахмед Таї силами, невдоволеними його позбавленням волі ісламських лідерів після вторгнення США до Іраку та його встановлення повних дипломатичних відносин з Ізраїлем. Переворот був придушений після одного дня боїв у столиці, коли військові сили Протайя прибули з сільської місцевості. Ряд урядових чиновників був затриманий після перевороту, в тому числі голова Верховного суду Махфуд ульд Лемработ, та Державний секретар у справах жінок Мінтата Мінт Хедейд. Лідер перевороту Салех ульд Ханенна, колишній полковник армії, звільнений за протистояння проізраїльської політики Таї, не був захоплений або убитий під час перевороту.
3 серпня 2005 р. Мавританські військові, включаючи членів президентської гвардії, захопили контроль над ключовими пунктами в столиці Нуакшоті, здійснивши переворот проти уряду президента Маоуї ульд Сид'Ахмеда Таї, який перебував поза межами країни, беручи участь в похороні Саудівського короля Фахда.
Тайя ніколи не зміг повернутися до країни і залишається в еміграції. Нова хунта називала себе Військовою Радою Юстиції та Демократії, прихильником демократії та верховенства права. Елі ульд Мохамед Валл зайняв посаду лідера військових на ранній стадії. Дисиденти були звільнені, а політичний клімат став більш сприятливим. У червні 2006 року було схвалено нову конституцію. Вибори відбулися в березні 2007 року, Сіді ульд був обраний президентом, а Валл поступився.
6 серпня 2008 р. Прес-секретар президента Мавританії Абдулайе Мамадуба сказав, що президент Сіді ульд Шейх Абдаллахі, прем'єр-міністр Яхі ульд Ахмед Ель Вагфеєм та міністр внутрішніх справ були заарештовані і викрадені старшими офіцерами мавританської армії, невідомими військовими та групою генералів та були посаджені під арешт у президентському палаці в Нуакшоті.
  У, здавалося б, успішного і безкровного перевороту, Абдаллахі дочка Амаль Мінт Шейха Абдаллахі сказала: « агенти безпеки BASEP (президентський охоронний батальйон) прийшли до нас додому і забрали мого батька». Змовниками перевороту були очільники силовиків, включаючи генерала Мухаммеда ульд Абд аль-Азіза, генерала Мухаммеда ульд Аль-Газвані, генерала Філіпа Свікрі, і бригадний генерал (Акід) ульд Ахмед Бакрі. Мавританського депутат Мухаммед Аль-Мухтар, оголосив, що "велика кількість місцевого населення виступила на підтримку повалення уряду, який встановив «авторитарний режим» і вважають, що президент «маргіналізував більшість у парламенті».